# 21. (srbska) divizija (NOVJ)
21. (srbska) divizija je bila partizanska divizija, ki je delovala v sklopu NOV in POJ v Jugoslaviji med drugo svetovno vojno.
Ustanovljena je bila 20. maja 1944.

## Sestava
- 4. srbska brigada
- 5. srbska brigada
- 6. srbska brigada